# Lista gier wydanych na konsolę Atari 2600

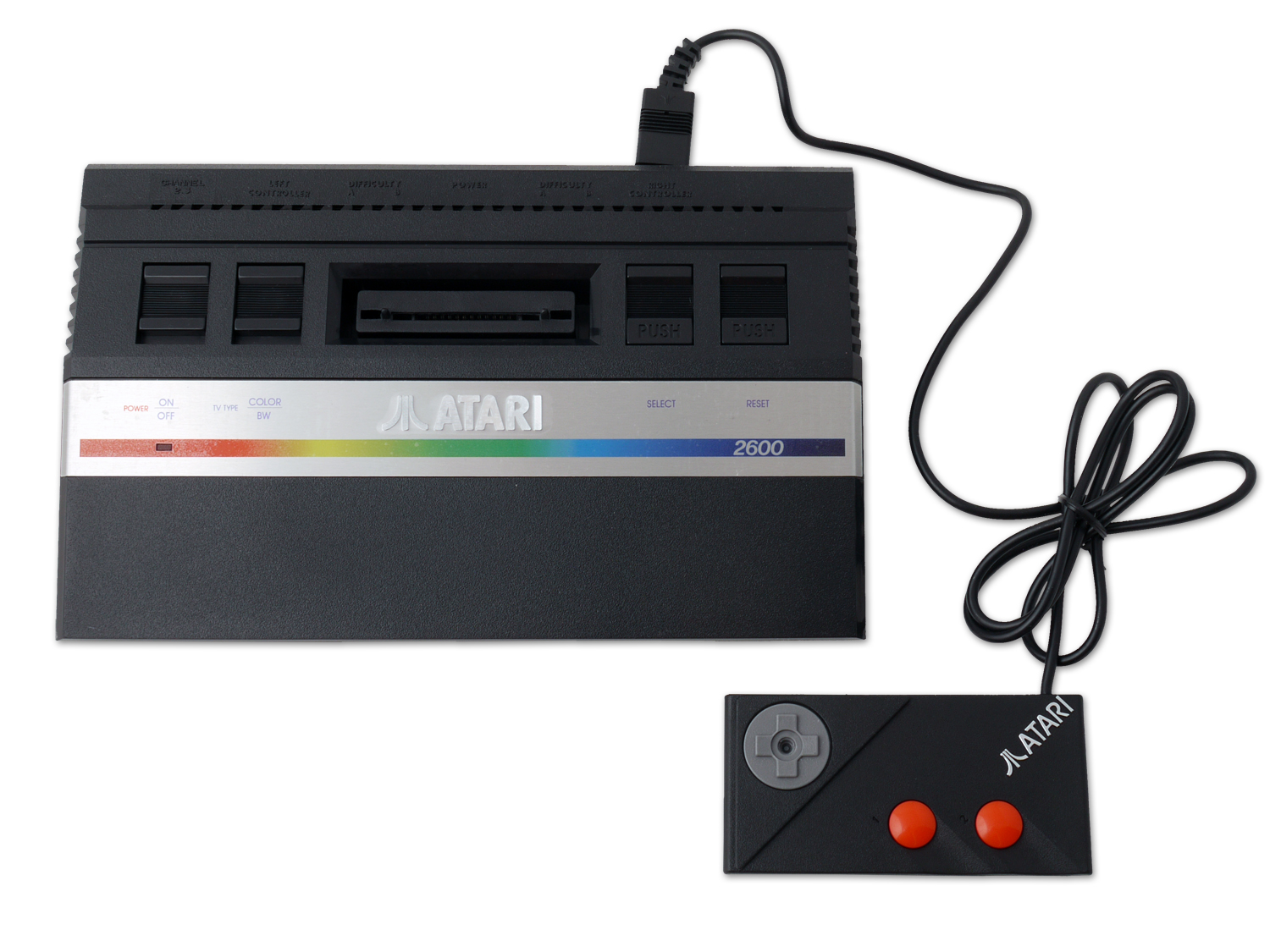
Atari 2600

Lista gier wydanych na konsolę Atari 2600 – zawiera wszystkie gry wydane na tę konsolę, z podziałem na gry wydane przez firmę Atari – producenta konsoli i na gry wydawane przez firmy trzecie.
Lista zawiera w sumie 516 tytułów, 136 z nich zostało wydanych przez firmę Atari, pozostałe 380 gier to produkty innych wydawców.

## Gry wydane przez Atari
| Tytuł                                  | Producent                                                   | Rok wydania | Gatunek                  | Uwagi |
| -------------------------------------- | ----------------------------------------------------------- | ----------- | ------------------------ | --- |
| 32 in 1                                | –                                                           | 1988        | edukacyjna, sportowa     | Wydana tylko w regionie PAL, zawiera gry od firm Atari, Activision, CommaVid i US Games, jest kompatybilna z Atari 7800. |
| 3D Tic-Tac-Toe                         | Carol Shaw                                                  | 1980        | strategiczna             | – |
| Action Pak                             | –                                                           | 1981        | akcja, strategiczna      | Zawiera gry Othello, Dodge 'Em, i Breakout.                                                                              |
| Adventure                              | Warren Robinett                                             | 1979        | przygodowa               | – |
| Air-Sea Battle                         | Larry Kaplan                                                | 1977        | akcja                    | Jeden z dziewięciu tytułów startowych na Atari 2600.                                                                     |
| Alpha Beam with Ernie                  | Michael Callahan, Preston Stuart                            | 1983        | edukacyjna               | Licencjonowana przez Children’s Computer Workshop.                                                                       |
| Asterix                                | Steve Woita                                                 | 1983        | akcja                    | Jest to ta sama gra co Taz ze zmienioną grafiką. Przeznaczona głównie dla regionu PAL.                                   |
| Asteroids                              | Brad Stewart                                                | 1981        | akcja                    | – |
| Atari Video Cube                       | –                                                           | 1982        | strategiczna             | – |
| Backgammon                             | Craig Nelson                                                | 1979        | strategiczna             | – |
| Back To School Pak                     | –                                                           | 1978        | edukacyjna, strategiczna | – |
| Basic Math                             | Gary Palmer                                                 | 1977        | edukacyjna               | Jeden z dziewięciu tytułów startowych na Atari 2600.                                                                     |
| Basic Programming                      | Warren Robinett                                             | 1979        | edukacyjna               | – |
| Basketball                             | Alan Miller                                                 | 1978        | sportowa                 | – |
| Battlezone                             | Mike Feinstein i Brad Rice                                  | 1983        | akcja, symulacja         | – |
| Berzerk                                | Dan Hitchens                                                | 1982        | akcja                    | Licencjonowana przez Stern Electronics.                                                                                  |
| Big Bird's Egg Catch                   | Christopher Omarzu                                          | 1983        | edukacyjna, strategiczna | Licencjonowana przez Children’s Computer Workshop.                                                                       |
| Blackjack                              | Bob Whitehead                                               | 1977        | symulacja                | Jeden z dziewięciu tytułów startowych na Atari 2600.                                                                     |
| Bowling                                | Larry Kaplan                                                | 1979        | sportowa                 | – |
| Brain Games                            | Larry Kaplan                                                | 1978        | edukacyjna, strategiczna | – |
| Breakout                               | Brad Stewart                                                | 1978        | akcja                    | – |
| Canyon Bomber                          | David Crane                                                 | 1979        | akcja                    | – |
| Casino                                 | Bob Whitehead                                               | 1978        | strategiczna             | – |
| Centipede                              | –                                                           | 1982        | akcja                    | – |
| Circus Atari                           | Mike Lorenzen                                               | 1980        | akcja                    | Bazująca na grze Circus firmy Exidy                                                                                      |
| Codebreaker                            | –                                                           | 1978        | strategiczna             | – |
| Combat                                 | Larry Wagner, Joe Decuir                                    | 1977        | akcja                    | Jeden z dziewięciu tytułów startowych na Atari 2600.                                                                     |
| Concetration                           | Jim Huether                                                 | 1978        | akcja                    | Oryginalna nazwa Hunt & Score.                                                                                           |
| Cookie Monster Munch                   | Gary Stark                                                  | 1983        | edukacyjna               | Licencjonowana przez Children’s Computer Workshop.                                                                       |
| Crazy Climber                          | Alex Leavens                                                | 1982        | akcja                    | Licencjonowana przez Bussan Co.                                                                                          |
| Crossbow                               | –                                                           | 1987        | akcja                    | Licencjonowana przez Exidy                                                                                               |
| Crystal Castles                        | Peter C. Niday, Robert Vieira, Michael Kosaka               | 1983        | akcja                    | – |
| Dark Chambers                          | John Palevich                                               | 1988        | akcja                    | – |
| Defender                               | Bob Polaro                                                  | 1982        | akcja                    | Licencjonowana przez Willimas Electronics                                                                                |
| Defender II                            | Bill Aspromonte, Andrew Fuchs                               | 1988        | akcja                    | Oryginalny tytuł Stargate.                                                                                               |
| Demons to Diamonds                     | Nick Turner                                                 | 1982        | akcja                    | – |
| Desert Falcon                          | Bob Polaro                                                  | 1987        | akcja                    | – |
| Diagnostic Cartridge                   | –                                                           | 19??        | –                        | – |
| Dig Dug                                | –                                                           | 1983        | akcja                    | Licencjonowana przez Namco Limited.                                                                                      |
| Dodge 'Em                              | Carla Meninsky                                              | 1980        | akcja, wyścigi           | – |
| Double Dunk                            | Matthew Hubbard                                             | 1989        | sportowa                 | – |
| E.T. the Extra-Terrestrial             | Howard Scott Warshaw                                        | 1982        | przygodowa               | – |
| Fatal Run                              | Steve Aguirre                                               | 1990        | akcja, wyścigi           | Wydana tylko w regionie PAL.                                                                                             |
| Flag Capture                           | Jim Huether                                                 | 1978        | strategiczna             | – |
| Football                               | Bob Whitehead                                               | 1978        | sportowa                 | – |
| Frog Pond                              | –                                                           | 19??        | akcja                    | Niewydany prototyp, umieszczony na konolsi Atari Flashback 2                                                             |
| Galaxian                               | Mark Ackerman, Glen Parker, Tom Calderwood                  | 1983        | akcja                    | Licencjonowana przez Namco Limited.                                                                                      |
| Golf                                   | –                                                           | 1980        | sportowa                 | – |
| Gravitar                               | –                                                           | 1983        | akcja                    | – |
| Gremlins                               | Scott Smith, Mimi Nyden, Robert Vieira                      | 1984        | akcja                    | – |
| Hangman                                | Alan Miller                                                 | 1978        | strategiczna             | – |
| Haunted House                          | James Andreasen                                             | 1982        | akcja, przygodowa        | – |
| Home Run                               | Bob Whitehead                                               | 1978        | sportowa                 | – |
| Human Cannonball                       | –                                                           | 1979        | strategiczna             | – |
| Hunt & Score                           | Jim Huether                                                 | 1978        | strategiczna             | – |
| Ikari Warriors                         | –                                                           | 1989        | akcja                    | Licencjonowana przez SNK.                                                                                                |
| Indy 500                               | Ed Riddle                                                   | 1977        | wyścigi                  | Jeden z dziewięciu tytułów startowych na Atari 2600.                                                                     |
| Joust                                  | Mike Feinstein i Kevin Osborn                               | 1983        | akcja                    | Licencjonowana przez Williams Electronics.                                                                               |
| Jr. Pac-Man                            | Ava-Robin Cohen                                             | 1986        | akcja                    | Licencjonowana przez Bally Midway Manufacting.                                                                           |
| Jungle Hunt                            | Mike Feinstein i John Allred                                | 1983        | akcja                    | Licencjonowana przez Taito Corporation.                                                                                  |
| Kangaroo                               | Kevin Osborn                                                | 1983        | akcja                    | Licencjonowana przez Sun Electronics.                                                                                    |
| Klax                                   | Steve DeFrisco                                              | 1990        | akcja, strategiczna      | Wydana tylko w regionie PAL, ostatnia oficjalnie wydana gra na Atari 2600                                                |
| Krull                                  | Dave Staugas                                                | 1983        | akcja                    | – |
| Mario Bros.                            | Dan Hitchens                                                | 1983        | akcja                    | Licencjonowana przez Nintendo.                                                                                           |
| Math Grand Prix                        | Suki Lee                                                    | 1982        | edukacyjna               | – |
| Maze Craze: A Game of Cops and Robbers | –                                                           | 1978        | akcja                    | – |
| Midnight Magic                         | Glenn Axworthy                                              | 1986        | akcja                    | – |
| Millipede                              | Dave Staugas, Jerome Domurat, Andrew Fuchs, Robert Vieira   | 1984        | akcja                    | – |
| Miniature Golf                         | Tom Reuterdahl                                              | 1979        | sportowa, symulacja      | – |
| Missile Command                        | Rob Fulop                                                   | 1981        | akcja                    | – |
| Moon Patrol                            | –                                                           | 1983        | akcja                    | Licencjonowana przez Irem.                                                                                               |
| Moto Rodeo                             | Steve DeFrisco                                              | 1990        | wyścigi                  | Licencjonowana przez Axlon.                                                                                              |
| Ms. Pac-Man                            | Mike Horowitz i Josh Littlefield                            | 1983        | akcja                    | Licencjonowana przez General Computer Corporation                                                                        |
| Night Driver                           | Rob Fulop                                                   | 1978        | akcja, wyścigi           | – |
| Obelix                                 | Suki Lee, Dave Jolly, Jeff Gusman, Andrew Fuchs             | 1983        | akcja                    | – |
| Off the Wall                           | –                                                           | 1989        | akcja                    | – |
| Oscar's Trash Race                     | Christopher Omarzu, Preston Stuart                          | 1983        | edukacyjna, wyścigi      | Licencjonowana przez Children’s Computer Workshop                                                                        |
| Othello                                | Ed Logg                                                     | 1980        | strategiczna             | – |
| Outlaw                                 | David Crane                                                 | 1978        | akcja                    | – |
| Pac-Man                                | Tod Frye                                                    | 1982        | akcja                    | Licencjonowana przez Namco Limited.                                                                                      |
| Pelé's Soccer                          | Steve Wright                                                | 1980        | akcja, sportowa          | – |
| Pengo                                  | Mark R. Hahn, Andrew Fuchs, Jeff Gusman, Courtney Granner   | 1984        | akcja                    | Licencjonowana przez Coreland.                                                                                           |
| Pepsi Invaders                         | Christopher Omarzu                                          | 1983        | akcja                    | Specjalna wersja gry Space Invaders                                                                                      |
| Phoenix                                | Mike Feinstein i John Mracek                                | 1982        | akcja                    | Licencjonowana przez Amstar Electronics                                                                                  |
| Pigs in Space                          | Rob Zdybel, John Russell, Bill Aspromonte, Michael Sierchio | 1983        | akcja                    | – |
| Polo                                   | –                                                           | 1983        | sportowa                 | Niewydany prototyp. |
| Pole Position                          | Doug Macrae i John Allred                                   | 1983        | wyścigi                  | Licencjonowana przez Namco Limited.                                                                                      |
| Quadrun                                | Steve Woita                                                 | 1983        | akcja                    | – |
| Racing Pak                             | –                                                           | 1982        | wyścigi                  | – |
| Radar Lock                             | Doug Neubauer                                               | 1989        | akcja                    | – |
| Raiders of the Lost Ark                | Howard Scott Warshaw                                        | 1982        | przygodowa               | – |
| RealSports Baseball                    | Joseph Tung                                                 | 1982        | sportowa                 | – |
| RealSports Boxing                      | –                                                           | 1987        | sportowa                 | – |
| RealSports Football                    | Robert Zdybel                                               | 1982        | sportowa                 | – |
| RealSports Soccer                      | Michael Sierchio                                            | 1983        | sportowa                 | – |
| RealSports Tennis                      | –                                                           | 1983        | sportowa                 | – |
| RealSports Volleyball                  | Bob Polaro, Alan Murphy                                     | 1982        | sportowa                 | – |
| Road Runner                            | Bob Polaro                                                  | 1989 / 1992 | akcja, sportowa          | – |
| Rubik's Cube                           | –                                                           | 1983        | strategiczna             | – |
| Secret Quest                           | Steve DeFrisco, and Nolan Bushnell                          | 1989        | przygodowa, RPG          | Licencjonowana przez Axlon.                                                                                              |
| Sentinel                               | David Lubar                                                 | 1990        | akcja                    | – |
| Signal Tracing Cartridge               | –                                                           | 19??        | –                        | – |
| Sky Diver                              | Jim Huether                                                 | 1979        | akcja                    | – |
| Slot Machine                           | David Crane                                                 | 1979        | symulacja                | – |
| Slot Racers                            | Warren Robinett                                             | 1978        | akcja                    | – |
| Snoopy and the Red Baron               | Richard Dobbis, Sam Comstock                                | 1983        | akcja                    | – |
| Solaris                                | Doug Neubauer                                               | 1986        | akcja                    | – |
| Sorcerer's Apprentice                  | Peter C. Niday                                              | 1983        | akcja                    | – |
| Space Invaders                         | Rick Maurer                                                 | 1980        | akcja                    | Licencjonowana przez Taito Corporation                                                                                   |
| Space War                              | –                                                           | 1978        | akcja, symulacja         | – |
| Sprintmaster                           | Bob Polaro                                                  | 1988        | wyścigi                  | – |
| Stargate                               | Bill Aspromonte, Andrew Fuchs                               | 1984        | akcja                    | Licencjonowana przez Williams Electronics                                                                                |
| Star Raiders                           | Carla Meninsky                                              | 1982        | akcja, strategiczna      | – |
| Star Ship                              | Bob Whitehead                                               | 1977        | akcja                    | Jeden z dziewięciu tytułów startowych na Atari 2600.                                                                     |
| Steeplechase                           | Jim Huether                                                 | 1980        | sportowa                 | Wyprodukowana dla sieci Sears                                                                                            |
| Stellar Track                          | Robert Zdybel                                               | 1981        | symulacja, strategiczna  | Wyprodukowana dla sieci Sears                                                                                            |
| Street Racer                           | Larry Kaplan                                                | 1977        | wyścigi                  | Jeden z dziewięciu tytułów startowych na Atari 2600.                                                                     |
| Submarine Commander                    | Matthew Hubbard                                             | 1982        | symulacja                | Wyprodukowana dla sieci Sears                                                                                            |
| Super Baseball                         | –                                                           | 1988        | sportowa                 | – |
| Super Breakout                         | Nick Turner                                                 | 1982        | akcja                    | – |
| Super Football                         | Doug Neubauer                                               | 1988        | sportowa                 | – |
| Superman                               | John Dunn                                                   | 1978 / 1979 | akcja                    | – |
| Surround                               | Alan Miller                                                 | 1977        | akcja                    | Jeden z dziewięciu tytułów startowych na Atari 2600.                                                                     |
| Swordquest: Earthworld                 | Dan Hitchens                                                | 1982        | przygodowa               | – |
| Swordquest: Fireworld                  | Tod Frye                                                    | 1983        | przygodowa               | – |
| Swordquest: Waterworld                 | Tod Frye                                                    | 1983        | przygodowa               | – |
| Taz                                    | Steve Woita                                                 | 1983        | akcja                    | – |
| Track & Field                          | Seth Lipkin i Jaques Hugon                                  | 1983        | sportowa                 | Licencjonowana przez Konami.                                                                                             |
| Vanguard                               | Dave Payne                                                  | 1982        | akcja                    | Licencjonowana przez SNK.                                                                                                |
| Video Checkers                         | Carol Shaw                                                  | 1980        | strategiczna             | – |
| Video Chess                            | Larry Wagner, Bob Whitehead                                 | 1979        | strategiczna             | – |
| Video Olympics                         | Joe Decuir                                                  | 1977        | akcja                    | Jeden z dziewięciu tytułów startowych na Atari 2600.                                                                     |
| Video Pinball                          | Bob Smith                                                   | 1980        | symulacja                | – |
| Warlords                               | Carla Meninsky                                              | 1981        | akcja                    | – |
| Xenophobe                              | –                                                           | 1980        | akcja                    | Licencjonowana przez Bally Midway Corporation.                                                                           |
| Yars' Revenge                          | Howard Scott Warshaw                                        | 1982        | akcja                    | – |

## Gry wydane przez firmy trzecie
| Tytuł                                           | Producent                                               | Wydawca                        | Rok Wydania | Gatunek                    | Uwagi                                                                       |
| ----------------------------------------------- | ------------------------------------------------------- | ------------------------------ | ----------- | -------------------------- | --------------------------------------------------------------------------- |
| Acid Drop                                       | Dennis Kiss                                             | Salu                           | 1992        | strategiczna               | wydana tylko w regionie PAL, ostatnia gra wydana na Atari 2600.             |
| Actionauts                                      | Rob Fulop                                               | –                              | 2008        | symulacja                  | Oryginalnie miała zostać wydana w 1984 roku                                 |
| The Activision Decathlon                        | Activision                                              | Activision                     | 1983        | sportowa                   | –                                                                           |
| Adventures of Tron                              | APh Technological Consulting                            | M-Network                      | 1982        | akcja                      | –                                                                           |
| Airlock                                         | Data Age                                                | Data Age                       | 1982        | akcja                      | –                                                                           |
| Air Raid                                        | MenAVision                                              | MenAVision                     | 1982        | akcja                      | –                                                                           |
| Air Raiders                                     | M-Network                                               | M-Network                      | 1982        | akcja                      | –                                                                           |
| Alien                                           | 20th Century Fox                                        | 20th Century Fox               | 1982        | akcja                      | –                                                                           |
| Alien's Return                                  | –                                                       | Home Vision                    | 1983        | akcja                      | Przeznaczona głównie dla regionu PAL.                                       |
| Amidar                                          | Konami                                                  | Parker Brothers                | 1982        | akcja                      | –                                                                           |
| Aquatak                                         | John Sands Electronics                                  | John Sands Electronics         | 198?        | akcja                      | Przeznaczona głównie dla regionu PAL. W regionie NTSC znana jako "Sea Hunt" |
| Armor Ambush                                    | M-Network                                               | M-Network                      | 1982        | akcja, wyścigi             | –                                                                           |
| Artillery Duel/Chuck Norris Superkicks          | Xonox                                                   | Xonox                          | 1983        | strategiczna               | Kartridż z dwoma portami                                                    |
| Artillery Duel/Ghost Manor                      | Xonox                                                   | Xonox                          | 1983        | strategiczna               | Kartridż z dwoma portami                                                    |
| Artillery Duel/Spike's Peak                     | Xonox                                                   | Xonox                          | 1983        | strategiczna               | Kartridż z dwoma portami                                                    |
| Artillery Duel                                  | Xonox                                                   | Xonox                          | 1983        | strategiczna               | –                                                                           |
| Assault                                         | Bomb                                                    | Bomb                           | 1983        | akcja                      | –                                                                           |
| Astroblast                                      | M-Network                                               | M-Network                      | 1982        | akcja                      | –                                                                           |
| Atlantis                                        | Imagic                                                  | Imagic                         | 1982        | akcja                      | –                                                                           |
| Atlantis II                                     | Imagic                                                  | Imagic                         | 1982        | akcja                      | –                                                                           |
| Bachelor Party                                  | Mystique                                                | PlayAround                     | 1982        | akcja                      | –                                                                           |
| Bachelorette Party                              | Mystique                                                | PlayAround                     | 1982        | akcja                      | Wydanoi jako kartridż 2-w-1 z grą "Burning Desire"                          |
| Bank Heist                                      | 20th Century Fox                                        | 20th Century Fox               | 1983        | akcja, wyścigi             | –                                                                           |
| Barnstorming                                    | Activision                                              | Activision                     | 1982        | akcja                      | –                                                                           |
| Beamrider                                       | Activision                                              | Activision                     | 1983        | akcja                      | –                                                                           |
| Beany Bopper                                    | Sirius Software                                         | 20th Century Fox               | 1982        | akcja                      | –                                                                           |
| Beat Em and Eat Em                              | Mystique                                                | PlayAround                     | 1983        | akcja                      | –                                                                           |
| Berenstain Bears                                | Coleco                                                  | Coleco                         | 1983        | edukacyjna                 | Do działania gry potrzebny było rozszerzenie konsoli Kid Vid Voice Module   |
| Bermuda Triangle                                | Data Age                                                | Data Age                       | 1982        | akcja                      | –                                                                           |
| Birthday Mania                                  | Tokar, Robert Anthony                                   | Personal Games Company         | 1984        | akcja                      | –                                                                           |
| Blue Print                                      | Bally Midway Manufacturing                              | CBS Electronics                | 1983        | akcja                      | –                                                                           |
| BMX Airmaster                                   | TNT Games                                               | Sculptured Software, Inc.      | 1989        | akcja, sportowa            | –                                                                           |
| Bobby Is Going Home                             | –                                                       | Bit Corporation                | 1983        | –                          | –                                                                           |
| Boing!                                          | First Star Software                                     | First Star Software            | 1983        | akcja                      | –                                                                           |
| Boxing                                          | Activision                                              | Activision                     | 1980        | sportowa                   | –                                                                           |
| Bridge                                          | Activision                                              | Activision                     | 1981        | strategiczna               | –                                                                           |
| Buck Rogers: Planet of Zoom                     | Sega                                                    | Sega                           | 1983        | akcja                      | –                                                                           |
| Bugs                                            | Data Age                                                | Data Age                       | 1982        | akcja                      | –                                                                           |
| Bumper Bash                                     | Spectravision                                           | Spectravision                  | 1983        | akcja                      | –                                                                           |
| Bump 'n' Jump                                   | Data East                                               | M-Network                      | 1983        | akcja, wyścigi             | –                                                                           |
| BurgerTime                                      | Data East                                               | M-Network                      | 1982        | akcja                      | –                                                                           |
| Burning Desire                                  | –                                                       | PlayAround                     | 1983        | –                          | Wydana na kartridżu 2-w-1 z grą "Bachelorette Party"                        |
| Busy Police                                     | –                                                       | Zellers                        | 1983        | –                          | Nielicencjonowana kopia Keystone Kapers                                     |
| Cakewalk                                        | CommaVid                                                | CommaVid                       | 1983        | akcja                      | –                                                                           |
| California Games                                | Epyx                                                    | Epyx                           | 1987        | sportowa                   | –                                                                           |
| Carnival                                        | Sega                                                    | Coleco                         | 1982        | akcja                      | –                                                                           |
| Cathouse Blues                                  | –                                                       | PlayAround                     | 1982        | –                          | –                                                                           |
| Challenge                                       | –                                                       | Funvision                      | –           | –                          | –                                                                           |
| Challenge of Nexar                              | Sirius Software                                         | Spectravision                  | 1982        | akcja                      | –                                                                           |
| Chase the Chuck Wagon                           | Spectravision                                           | Spectravision                  | 1983        | akcja                      | –                                                                           |
| Checkers                                        | Activision                                              | Activision                     | 1981        | strategiczna               | –                                                                           |
| China Syndrome                                  | Spectravision                                           | Spectravision                  | 1983        | akcja                      | –                                                                           |
| Chopper Command                                 | Activision                                              | Activision                     | 1982        | akcja                      | –                                                                           |
| Chuck Norris Superkicks/Ghost Manor             | Xonox                                                   | Xonox                          | 1983        | akcja                      | Kartridż z dwoma portami                                                    |
| Chuck Norris Superkicks/Spike's Peak            | Xonox                                                   | Xonox                          | 1983        | akcja                      | Kartridż z dwoma portami                                                    |
| Chuck Norris Superkicks                         | Xonox                                                   | Xonox                          | 1983        | akcja                      | –                                                                           |
| Coconuts                                        | Telesys                                                 | Telesys                        | 1982        | akcja                      | –                                                                           |
| Commando                                        | Capcom                                                  | Activision                     | 1988        | akcja                      | –                                                                           |
| Commando Raid                                   | US Games                                                | US Games                       | 1982        | akcja                      | –                                                                           |
| Communist Mutants from Space (Cassette)         | Starpath                                                | Starpath                       | 1982        | akcja                      | –                                                                           |
| Condor Attack                                   | –                                                       | Ultravision                    | 1983        | –                          | –                                                                           |
| Confrontation                                   | Answer Software                                         | Answer Software                | 1983        | strategiczna               | –                                                                           |
| Congo Bongo                                     | Sega                                                    | Sega                           | 1983        | akcja                      | –                                                                           |
| Cosmic Ark                                      | Imagic                                                  | Imagic                         | 1982        | akcja                      | –                                                                           |
| Cosmic Commuter                                 | Activision                                              | Activision                     | 1984        | akcja                      | –                                                                           |
| Cosmic Corridor                                 | –                                                       | Zimag                          | 1983        | –                          | Gra Space Tunnel wydana dla regionu NTSC                                    |
| Cosmic Creeps                                   | Telesys                                                 | Telesys                        | 1982        | akcja                      | –                                                                           |
| Cosmic Free Fire                                | –                                                       | Action Hi-Tech                 | –           | –                          | Wydana tylko w regionie PAL                                                 |
| Cosmic Swarm                                    | CommaVid                                                | CommaVid                       | 1982        | akcja                      | –                                                                           |
| Crab Control                                    | –                                                       | Action Hi-Tech                 | –           | –                          | Wydana tylko w regionie PAL                                                 |
| Crackpots                                       | Activision                                              | Activision                     | 1983        | akcja                      | –                                                                           |
| Crash Dive                                      | 20th Century Fox                                        | 20th Century Fox               | 1983        | akcja                      | –                                                                           |
| Cross Force                                     | Spectravision                                           | Spectravision                  | 1983        | akcja                      | –                                                                           |
| Cruise Missile                                  | –                                                       | Froggo                         | 1987        | –                          | Gra Exocet wydana pod innym tytułem                                         |
| Crypts of Chaos                                 | 20th Century Fox                                        | 20th Century Fox               | 1982        | przygodowa, RPG            | –                                                                           |
| Cubicolor                                       | Rob Fulop                                               | –                              | 1982        | strategiczna               | –                                                                           |
| Custer's Revenge                                | –                                                       | Mystique                       | 1982        | –                          | –                                                                           |
| Dancing Plate                                   | –                                                       | Bit Corporation                | 1982        | –                          | Wydana tylko w regionie PAL                                                 |
| Dark Cavern                                     | –                                                       | M-Network                      | 1982        | –                          | –                                                                           |
| Deadly Discs                                    | –                                                       | Telegames                      | 1983        | akcja                      | ponowne wydanie gry Tron: Deadly Discs                                      |
| Deadly Duck                                     | Sirius Software                                         | 20th Century Fox               | 1982        | akcja                      | –                                                                           |
| Death Trap                                      | Avalon Hill                                             | Avalon Hill                    | 1983        | akcja, strategiczna        | –                                                                           |
| Demolition Herby                                | Telesys                                                 | Telesys                        | 1983        | akcja                      | –                                                                           |
| Demon Attack                                    | Imagic                                                  | Imagic                         | 1982        | akcja                      | –                                                                           |
| Dice Puzzle                                     | –                                                       | Panda Computer Games           | 1983        | –                          | –                                                                           |
| Dishaster                                       | –                                                       | Zimag                          | 1983        | –                          | Wersja gry Dancing Plate dla regionu NTSC                                   |
| Dolphin                                         | Activision                                              | Activision                     | 1983        | akcja                      | –                                                                           |
| Donkey Kong                                     | Nintendo                                                | Coleco                         | 1982        | akcja                      | –                                                                           |
| Donkey Kong Junior                              | Nintendo                                                | Coleco                         | 1983        | akcja                      | –                                                                           |
| Double Dragon                                   | Technos Japan Corp.                                     | Activision                     | 1989        | akcja                      | –                                                                           |
| Dragon Treasure                                 | –                                                       | Zellers                        | –           | –                          | nielicencjonowana kopia gryDragonfire                                       |
| Dragonfire                                      | Imagic                                                  | Imagic                         | 1982        | akcja                      | –                                                                           |
| Dragonstomper                                   | Starpath                                                | Starpath                       | 1982        | RPG                        | –                                                                           |
| Dumbo’s Flying Circus                           | Atari                                                   | –                              | 1983        | akcja                      | Niewydany prototyp                                                          |
| Dragster                                        | Activision                                              | Activision                     | 1980        | wyścigi                    | –                                                                           |
| Earth Dies Screaming                            | Sirius Software                                         | 20th Century Fox               | 1982        | akcja                      | –                                                                           |
| Earth Attack                                    | –                                                       | Zellers                        | –           | –                          | nielicencjonowana kopia gry Defender                                        |
| Eddy Langfinger, der Museumsdieb                | –                                                       | Quelle                         | 1983        | akcja                      | Wydana tylko w regionie PAL                                                 |
| Eggomania                                       | US Games                                                | US Games                       | 1982        | akcja                      | –                                                                           |
| Eli's Ladder                                    | Simage                                                  | Simage                         | 1982        | edukacyjna                 | –                                                                           |
| Encounter at L-5                                | Data Age                                                | Data Age                       | 1982        | akcja                      | –                                                                           |
| Enduro                                          | Activision                                              | Activision                     | 1983        | wyścigi                    | –                                                                           |
| Entombed                                        | Western Technologies Inc.                               | US Games                       | 1982        | akcja, strategiczna        | –                                                                           |
| Escape From The Mindmaster                      | Starpath                                                | Starpath                       | 1982        | przygodowa                 | –                                                                           |
| Espial                                          | Orca Corporation                                        | Tigervision                    | 1984        | akcja                      | –                                                                           |
| Exocet                                          | Panda Computer Games                                    | Panda Computer Games           | 1983        | akcja                      | Gra "Cruise Missile" wydana pod innym, tytułem                              |
| Exocet Missile                                  | –                                                       | John Sands                     | –           | –                          | Wydana tylko w regionie PAL                                                 |
| Extra Terrestrials                              | Herman Quast                                            | Skill Screen Games             | 1984        | akcja                      | –                                                                           |
| Fantastic Voyage                                | Sirius Software                                         | 20th Century Fox               | 1982        | akcja                      | –                                                                           |
| Farmer Dan                                      | –                                                       | Zellers                        | –           | –                          | –                                                                           |
| Fast Eddie                                      | Sirius Software                                         | 20th Century Fox               | 1982        | akcja                      | –                                                                           |
| Fast Food                                       | Telesys                                                 | Telesys                        | 1982        | akcja                      | –                                                                           |
| Fathom                                          | Imagic                                                  | Imagic                         | 1983        | akcja                      | –                                                                           |
| Fighter Pilot                                   | –                                                       | Activision                     | –           | –                          | Wydana tylko w regionie PAL                                                 |
| Final Approach                                  | Games by Apollo                                         | Games by Apollo                | 1982        | symulacja, strategiczna    | –                                                                           |
| Fireball                                        | Starpath                                                | Starpath                       | 1982        | akcja                      | –                                                                           |
| Fire Fighter                                    | Imagic                                                  | Imagic                         | 1982        | akcja                      | –                                                                           |
| Fire Fly                                        | Mythicon                                                | Mythicon                       | 1983        | akcja                      | –                                                                           |
| Fisher Price                                    | –                                                       | CCE Games                      | –           | –                          | –                                                                           |
| Fishing Derby                                   | Activision                                              | Activision                     | 1980        | akcja, sportowa            | –                                                                           |
| Flash Gordon                                    | Sirius Software                                         | 20th Century Fox               | 1983        | akcja                      | –                                                                           |
| Frankenstein's Monster                          | Data Age                                                | Data Age                       | 1983        | akcja                      | –                                                                           |
| Freeway                                         | Activision                                              | Activision                     | 1981        | akcja                      | –                                                                           |
| Frogger                                         | APh Technological Consulting                            | Parker Brothers                | 1982        | –                          | –                                                                           |
| Frogs and Flies                                 | APh Technological Consulting                            | Mattel                         | 1982        | akcja                      | –                                                                           |
| Frogger                                         | Konami                                                  | Starpath                       | 1983        | akcja                      | –                                                                           |
| Frogger II                                      | Parker Brothers                                         | Parker Brothers                | 1984        | akcja                      | –                                                                           |
| Front Line                                      | Taito Corporation                                       | Coleco                         | 1984        | akcja                      | –                                                                           |
| Frostbite                                       | Activision                                              | Activision                     | 1983        | akcja                      | –                                                                           |
| Gamma-Attack                                    | Gammation                                               | Gammation                      | 1983        | akcja                      | Znany jest tylko jeden egzemplarz tej gry                                   |
| Gangster Alley                                  | Spectravision                                           | Spectravision                  | 1983        | akcja                      | –                                                                           |
| Gas Hog                                         | Spectravision                                           | Spectravision                  | 1983        | akcja                      | –                                                                           |
| Gauntlet                                        | Answer Software                                         | Answer Software                | 1983        | akcja                      | –                                                                           |
| Ghostbusters                                    | Activision                                              | Activision                     | 1985        | akcja                      | –                                                                           |
| Ghostbusters II                                 | Activision                                              | Salu                           | 1990 / 1992 | akcja                      | Wydana tylko w regionie PAL                                                 |
| Ghost Manor/Spike's Peak                        | Xonox                                                   | Xonox                          | 1983        | akcja                      | Kartridż z dwoma portami                                                    |
| Ghost Manor                                     | Xonox                                                   | Xonox                          | 1983        | akcja                      | –                                                                           |
| G.I. Joe: Cobra Strike                          | Parker Brothers                                         | Parker Brothers                | 1983        | akcja                      | –                                                                           |
| Gigolo                                          | –                                                       | PlayAround                     | 1982        | –                          | Wydany jako kartridż 2-w-1 z grą "Bachelor Party"                           |
| Glacier Patrol                                  | VSS, Inc.                                               | Telegames                      | 1983        | akcja                      | –                                                                           |
| Glib                                            | Qualtronic Devices, Inc.                                | Selchow and Righter            | 1983        | strategiczna               | –                                                                           |
| Gopher                                          | US Games                                                | US Games                       | 1982        | akcja                      | –                                                                           |
| Gorf                                            | Bally Midway Manufacturing                              | CBS Electronics                | 1982        | akcja                      | –                                                                           |
| Grand Prix                                      | Activision                                              | Activision                     | 1982        | wyścigi                    | –                                                                           |
| Great Escape                                    | Bomb                                                    | Bomb                           | 1983        | akcja                      | –                                                                           |
| Guardian                                        | Games by Apollo                                         | Games by Apollo                | 1982        | akcja                      | –                                                                           |
| Gyruss                                          | Konami                                                  | Parker Brothers                | 1984        | akcja                      | –                                                                           |
| Halloween                                       | VSS, Inc.                                               | Wizard Video                   | 1983        | akcja                      | –                                                                           |
| Harbor Escape                                   | –                                                       | Panda Computer Games           | 1983        | –                          | –                                                                           |
| H.E.R.O.                                        | Activision                                              | Activision                     | 1984        | akcja                      | –                                                                           |
| I Want My Mommy                                 | –                                                       | Zimag                          | 1983        | –                          | –                                                                           |
| Ice Hockey                                      | Activision                                              | Activision                     | 1981        | akcja, sportowa            | –                                                                           |
| Inca Gold                                       | –                                                       | Zellers                        | –           | –                          | –                                                                           |
| Infiltrate                                      | Games by Apollo                                         | Games by Apollo                | 1982        | akcja, strategiczna        | –                                                                           |
| International Soccer                            | –                                                       | M-Network                      | 1982        | –                          | –                                                                           |
| James Bond 007                                  | On Time Software                                        | Parker Brothers                | 1983        | akcja                      | –                                                                           |
| Jawbreaker                                      | On-Line Systems                                         | Tigervision                    | 1982        | akcja                      | –                                                                           |
| Journey Escape                                  | Data Age                                                | Data Age                       | 1982        | akcja                      | –                                                                           |
| Jungle Fever                                    | PlayAround                                              | PlayAround                     | 1982        | akcja                      | Wydana jako kartridż 2-w-1 z grą Knight on the Town                         |
| Kaboom!                                         | Activision                                              | Activision                     | 1981        | akcja                      | –                                                                           |
| Karate                                          | Ultravision                                             | Ultravision                    | 1982        | akcja                      | –                                                                           |
| Keystone Kapers                                 | Activision                                              | Activision                     | 1983        | akcja                      | –                                                                           |
| Killer Satellites                               | Starpath                                                | Starpath                       | 1982        | akcja                      | –                                                                           |
| King Kong                                       | Tigervision                                             | Tigervision                    | 1982        | akcja                      | –                                                                           |
| Knight on the Town                              | –                                                       | PlayAround                     | 1982        | –                          | Wydana jako kartridż 2-w-1 z grą Jungle Fever                               |
| Kool-Aid Man                                    | M-Network                                               | M-Network                      | 1983        | akcja                      | –                                                                           |
| Kung-Fu Master                                  | Irem Corp.                                              | Activision                     | 1987        | akcja                      | –                                                                           |
| Lady in Wading                                  | –                                                       | PlayAround                     | 1982        | –                          | Wydana jako kartridż 2-w-1 z grą "Beat 'Em & Eat 'Em"                       |
| Laser Blast                                     | Activision                                              | Activision                     | 1981        | akcja                      | –                                                                           |
| Laser Gates                                     | Imagic, VentureVision                                   | Imagic                         | 1983        | akcja                      | –                                                                           |
| Laser Volley                                    | –                                                       | Zellers                        | 1983        | –                          | Nielicencjonowana kopia gry Laser Gates                                     |
| Lochjaw                                         | Games by Apollo                                         | Games by Apollo                | 1982        | akcja                      | Later released by Apollo as "Shark Attack"                                  |
| Lock 'n' Chase                                  | Data East                                               | M-Network                      | 1982        | akcja                      | –                                                                           |
| London Blitz                                    | Avalon Hill                                             | Avalon Hill                    | 1983        | strategiczna               | –                                                                           |
| Lost Luggage                                    | Games by Apollo                                         | Games by Apollo                | 1982        | akcja                      | –                                                                           |
| M.A.D.                                          | US Games                                                | US Games                       | 1982        | akcja                      | –                                                                           |
| MagiCard                                        | CommaVid                                                | CommaVid                       | 1981        | –                          | –                                                                           |
| Malagai                                         | –                                                       | Answer Software                | 1983        | akcja                      | –                                                                           |
| Mangia                                          | Spectravision                                           | Spectravision                  | 1983        | akcja                      | –                                                                           |
| Marauder                                        | On-Line Systems                                         | Tigervision                    | 1982        | –                          | –                                                                           |
| Marine Wars                                     | Konami                                                  | Konami                         | 1983        | akcja                      | –                                                                           |
| M*A*S*H                                         | 20th Century Fox                                        | 20th Century Fox               | 1982        | akcja                      | –                                                                           |
| Master Builder                                  | Spectravision                                           | Spectravision                  | 1983        | akcja                      | –                                                                           |
| Masters of the Universe: The Power of He-Man    | M-Network                                               | M-Network                      | 1983        | akcja                      | –                                                                           |
| MegaBoy                                         | –                                                       | Dynacom                        | –           | –                          | –                                                                           |
| Mega Force                                      | 20th Century Fox                                        | 20th Century Fox               | 1982        | akcja                      | –                                                                           |
| Megamania                                       | Activision                                              | Activision                     | 1982        | akcja                      | –                                                                           |
| Miner 2049er                                    | Big Five Software                                       | Tigervision                    | 1983        | akcja                      | –                                                                           |
| Miner 2049er II                                 | Big Five Software                                       | Tigervision                    | 1982        | akcja                      | –                                                                           |
| Mines of Minos                                  | CommaVid                                                | CommaVid                       | 1983        | akcja                      | –                                                                           |
| Missile Control                                 | –                                                       | Video Gems                     | 1983        | akcja                      | –                                                                           |
| Mission 3000 A.D.                               | Bit Corporation                                         | Bit Corporation                | 1983        | akcja                      | –                                                                           |
| Mission Survive                                 | –                                                       | Video Gems                     | 1983        | –                          | –                                                                           |
| Mogul Maniac                                    | Amiga                                                   | Amiga                          | 1983        | akcja, symulacja, sportowa | –                                                                           |
| Montezuma’s Revenge: Starring Panama Joe        | Parker Brothers                                         | Parker Brothers                | 1984        | akcja                      | –                                                                           |
| Moonsweeper                                     | Imagic                                                  | Imagic                         | 1983        | akcja                      | –                                                                           |
| Motocross                                       | –                                                       | Quelle                         | 1983        | wyścigi, sportowa          | –                                                                           |
| Motocross Racer                                 | Xonox                                                   | Xonox                          | 1984        | wyścigi                    | –                                                                           |
| Mountain King                                   | VSS, Inc.                                               | CBS Electronics                | 1983        | akcja                      | –                                                                           |
| Mouse Trap                                      | Exidy                                                   | Coleco                         | 1982        | akcja                      | –                                                                           |
| Mr. Do!                                         | Universal                                               | Coleco                         | 1983        | akcja                      | –                                                                           |
| Mr. Do's Castle                                 | Universal                                               | Parker Brothers                | 1984        | akcja                      | –                                                                           |
| Mr. Postman                                     | –                                                       | Bit Corporation                | 1983        | –                          | –                                                                           |
| The Music Machine                               | Christian Software Development                          | Sparrow, HomeComputer Software | 1983        | akcja, edukacyjna          | –                                                                           |
| My Golf                                         | Imagineering                                            | Home Entertainment Suppliers   | 1990        | –                          | Wydana tylko w regionie PAL                                                 |
| Name This Game                                  | US Games                                                | US Games                       | 1982        | akcja                      | –                                                                           |
| Nightmare                                       | –                                                       | Sancho / Tang's Electronic     | 1983        | akcja                      | –                                                                           |
| NNight Stalker                                  | M-Network                                               | Telegames                      | 1989        | akcja                      | Wydana tylko w regionie PAL                                                 |
| No Escape!                                      | Imagic                                                  | Imagic                         | 1983        | akcja                      | –                                                                           |
| Nuts                                            | –                                                       | Technovision                   | 1983        | –                          | Wydana tylko w regionie PAL                                                 |
| Ocean City Defender                             | –                                                       | Zellers                        | –           | –                          | –                                                                           |
| Off Your Rocker                                 | Amiga                                                   | Amiga                          | 1983        | akcja                      | –                                                                           |
| Oink!                                           | Activision                                              | Activision                     | 1983        | akcja                      | –                                                                           |
| Omega Race                                      | Bally Midway Manufacturing                              | CBS Electronics                | 1983        | akcja                      | –                                                                           |
| Open Sesame                                     | Bit Corporation                                         | Bit Corporation                | 1983        | akcja                      | Wydana tylko w regionie PAL                                                 |
| Out of Control                                  | Avalon Hill                                             | Avalon Hill                    | 1983        | akcja, wyścigi             | –                                                                           |
| Pac-Kong                                        | –                                                       | Funvision                      | 1983        | akcja                      | Wydana w regionie PAL jako "Inca Gold"                                      |
| Panda Chase                                     | –                                                       | Home Vision                    | –           | –                          | Wydana tylko w regionie PAL                                                 |
| Parachute                                       | –                                                       | Home Vision                    | 1983        | –                          | Wydana tylko w regionie PAL                                                 |
| Party Mix                                       | Starpath                                                | Starpath                       | 1983        | akcja, wyścigi             | –                                                                           |
| Pete Rose Baseball                              | Absolute Entertainment                                  | Absolute Entertainment         | 1988        | sportowa                   | –                                                                           |
| Phantom Tank                                    | –                                                       | Bit Corporation                | –           | –                          | Wydana tylko w regionie PAL                                                 |
| Phantom-Panzer                                  | –                                                       | Quelle                         | 1983        | akcja                      | Wydana tylko w regionie PAL                                                 |
| Phaser Patrol                                   | Starpath                                                | Starpath                       | 1982        | akcja                      | –                                                                           |
| Philly Flasher                                  | Mystique, PlayAround                                    | Mystique                       | 1982        | akcja                      | –                                                                           |
| Pick 'n Pile                                    | Ubisoft                                                 | Salu                           | 1990        | strategiczna               | Wydana tylko w regionie PAL                                                 |
| Pick Up                                         | 20th Century Fox                                        | Mark Klein                     | 2002        | Shooter                    | Niewydana gra, zaprezentowana w 2002 roku                                   |
| Picnic                                          | Western Technologies Inc.                               | US Games                       | 1983        | akcja                      | –                                                                           |
| Piece o' Cake                                   | US Games                                                | US Games                       | 1983        | akcja                      | –                                                                           |
| Pinball                                         | –                                                       | Zellers                        | –           | –                          | –                                                                           |
| Piraten-Schiff                                  | –                                                       | Spectravision                  | –           | –                          | Wydana tylko w regionie PAL                                                 |
| Pitfall!                                        | Activision                                              | Activision                     | 1982        | akcja                      | –                                                                           |
| Pitfall II: Lost Caverns                        | Activision                                              | Activision                     | 1984        | akcja                      | –                                                                           |
| Planet Patrol                                   | Spectravision                                           | Spectravision                  | 1983        | akcja                      | –                                                                           |
| Planeten Patrouile                              | –                                                       | Spectravision                  | –           | –                          | Wydana tylko w regionie PAL                                                 |
| Plaque Attack                                   | Activision                                              | Activision                     | 1983        | akcja                      | –                                                                           |
| Polaris                                         | Taito Corporation                                       | Tigervision                    | 1982        | akcja                      | –                                                                           |
| Pooyan                                          | Konami                                                  | Konami                         | 1983        | akcja                      | –                                                                           |
| Popeye                                          | Nintendo                                                | Parker Brothers                | 1983        | akcja                      | –                                                                           |
| Porky’s                                         | Dunhill Electronic Media Corp., Lazer Microsystems Inc. | 20th Century Fox               | 1983        | przygodowa                 | –                                                                           |
| Pressure Cooker                                 | Activision                                              | Activision                     | 1983        | akcja                      | –                                                                           |
| Private Eye                                     | Activision                                              | Activision                     | 1983        | akcja                      | –                                                                           |
| Pyramid War                                     | –                                                       | S.S.                           | –           | –                          | Wydana tylko w regionie PAL                                                 |
| Q*bert                                          | Western Technologies Inc.                               | Parker Brothers                | 1983        | akcja                      | –                                                                           |
| Q*bert's Qubes                                  | Mylstar Electronics, Inc.                               | Parker Brothers                | 1984        | akcja                      | –                                                                           |
| Quest for Quintana Roo                          | VSS, Inc.                                               | Sunrise                        | 1983        | akcja, przygodowa          | –                                                                           |
| Quick Step                                      | Imagic                                                  | Imagic                         | 1983        | akcja                      | –                                                                           |
| Rabbit Transit                                  | Starpath                                                | Starpath                       | 1983        | akcja                      | –                                                                           |
| Racquetball                                     | Games by Apollo                                         | Games by Apollo                | 1981        | akcja, sportowa            | –                                                                           |
| Radar                                           | –                                                       | Zellers                        | –           | –                          | –                                                                           |
| Raft Rider                                      | US Games                                                | US Games                       | 1983        | akcja                      | –                                                                           |
| Ram It                                          | Telesys                                                 | Telesys                        | 1983        | akcja                      | –                                                                           |
| Rampage                                         | Activision                                              | Activision                     | 1989        | akcja                      | –                                                                           |
| Reactor                                         | D. Gottlieb                                             | Parker Brothers                | 1982        | akcja                      | –                                                                           |
| Red Sea Crossing                                | Steve Schustack                                         | Inspirational Video Concepts   | 1983        | –                          | –                                                                           |
| Rescue Terra 1                                  | VentureVision                                           | VentureVision                  | 1982        | akcja                      | –                                                                           |
| Revenge of the Beefsteak Tomatoes               | 20th Century Fox                                        | 20th Century Fox               | 1983        | akcja                      | –                                                                           |
| Riddle of the Sphinx                            | Imagic                                                  | Imagic                         | 1982        | akcja, przygodowa          | –                                                                           |
| River Patrol                                    | Orca Corporation                                        | Tigervision                    | 1984        | akcja                      | –                                                                           |
| River Raid                                      | Activision                                              | Activision                     | 1982        | akcja                      | –                                                                           |
| River Raid II                                   | Imagineering Inc.                                       | Activision                     | 1988        | akcja                      | –                                                                           |
| Robin Hood/Sir Lancelot – The Joust             | Xonox                                                   | Xonox                          | 1983        | akcja                      | Kartridż z dwoma portami                                                    |
| Robin Hood                                      | Xonox                                                   | Xonox                          | 1983        | akcja                      | –                                                                           |
| Robot Commando Raid                             | –                                                       | VidTec                         | –           | –                          | –                                                                           |
| Robot Tank                                      | Activision                                              | Activision                     | 1983        | akcja                      | –                                                                           |
| Roc 'N Rope                                     | Konami                                                  | Coleco                         | 1984        | akcja                      | –                                                                           |
| Room of Doom                                    | CommaVid                                                | CommaVid                       | 1982        | akcja                      | –                                                                           |
| Save Our Ship                                   | –                                                       | Technovision                   | –           | –                          | Wydana tylko w regionie PAL                                                 |
| Save the Whales                                 | 20th Century Fox                                        | –                              | 1983        | akcja                      | Niewydany prototyp                                                          |
| Scraper Caper                                   | –                                                       | Tigervision                    | –           | –                          | Niewydany prototyp                                                          |
| Scuba Diver                                     | –                                                       | Panda Computer Games           | –           | –                          | –                                                                           |
| Sea Hawk                                        | Froggo                                                  | Froggo                         | 1988        | akcja                      | –                                                                           |
| Seahawk                                         | –                                                       | Sancho                         | 1982        | akcja                      | –                                                                           |
| Seamonster                                      | –                                                       | Puzzy / Bit Corporation        | 1982        | akcja                      | –                                                                           |
| Seaquest                                        | Activision                                              | Activision                     | 1983        | akcja                      | –                                                                           |
| Shark Attack                                    | –                                                       | Games by Apollo                | 1982        | –                          | –                                                                           |
| Shootin' Gallery                                | Imagic                                                  | Imagic                         | 1983        | akcja                      | –                                                                           |
| Shuttle Orbiter                                 | Avalon Hill                                             | Avalon Hill                    | 1983        | akcja, symulacja           | –                                                                           |
| Sir Lancelot                                    | Xonox                                                   | Xonox                          | 1983        | akcja                      | –                                                                           |
| Skate Boardin': A Radical Adventure             | Absolute Entertainment                                  | Absolute Entertainment         | 1987        | akcja, sportowa            | –                                                                           |
| Skeet Shoot                                     | Games by Apollo                                         | Games by Apollo                | 1981        | akcja                      | –                                                                           |
| Skiing                                          | Activision                                              | Activision                     | 1980        | sportowa                   | –                                                                           |
| Sky Jinks                                       | Activision                                              | Activision                     | 1982        | wyścigi                    | –                                                                           |
| Sky Skipper                                     | Nintendo                                                | Parker Brothers                | 1983        | akcja                      | –                                                                           |
| Smurf: Rescue in Gargamel's Castle              | Coleco                                                  | Coleco                         | 1982        | akcja                      | –                                                                           |
| Snail Against Squirrel                          | –                                                       | Bit Corporation                | 1983        | akcja                      | Wydana tylko w regionie PAL.                                                |
| Sneak 'N Peek                                   | US Games                                                | US Games                       | 1982        | symulacja                  | –                                                                           |
| Solar Fox                                       | Bally Midway Manufacturing                              | CBS Electronics                | 1983        | akcja                      | –                                                                           |
| Solar Storm                                     | Imagic                                                  | Imagic                         | 1983        | akcja                      | –                                                                           |
| Sorcerer                                        | Mythicon                                                | Mythicon                       | 1983        | akcja                      | –                                                                           |
| Space Adventure                                 | –                                                       | Zellers                        | –           | –                          | –                                                                           |
| Space Attack                                    | M-Network                                               | M-Network                      | 1982        | akcja                      | –                                                                           |
| Space Canyon                                    | Games by Apollo                                         | Panda Computer Games           | 1983        | akcja                      | –                                                                           |
| Space Cavern                                    | Games by Apollo                                         | Games by Apollo                | 1982        | akcja                      | –                                                                           |
| Spacechase                                      | Games by Apollo                                         | Games by Apollo                | 1981        | akcja                      | –                                                                           |
| Space Grid                                      | –                                                       | Action Hi-Tech                 | –           | –                          | Wydana tylko w regionie PAL                                                 |
| Space Jockey                                    | US Games                                                | US Games                       | 1982        | akcja                      | –                                                                           |
| Spacemaster X-7                                 | Sirius Software                                         | 20th Century Fox               | 1983        | akcja, strategiczna        | –                                                                           |
| Space Shuttle: A Journey Into Space             | Activision                                              | Activision                     | 1983        | symulacja                  | –                                                                           |
| Spiderdroid                                     | Froggo                                                  | Froggo                         | 1987        | akcja                      | –                                                                           |
| Spider Fighter                                  | Activision                                              | Activision                     | 1982        | akcja                      | –                                                                           |
| Spider-Man                                      | Parker Brothers                                         | Parker Brothers                | 1982        | akcja                      | –                                                                           |
| Spider Maze                                     | –                                                       | K-Tel Vision                   | –           | –                          | –                                                                           |
| Spike's Peak                                    | Xonox                                                   | Xonox                          | 1983        | akcja                      | –                                                                           |
| Spitfire Attack                                 | Milton Bradley                                          | Milton Bradley                 | 1983        | akcja                      | –                                                                           |
| Springer                                        | Orca Corporation                                        | Tigervision                    | 1983        | akcja                      | –                                                                           |
| Spy Hunter                                      | Bally Midway Manufacturing                              | Sega                           | 1984        | akcja, wyścigi             | –                                                                           |
| Squeeze Box                                     | US Games                                                | US Games                       | 1982        | akcja                      | –                                                                           |
| Sssnake                                         | Data Age                                                | Data Age                       | 1982        | akcja                      | –                                                                           |
| Stampede                                        | Activision                                              | Activision                     | 1981        | akcja                      | –                                                                           |
| Star Fox                                        | Mythicon                                                | Mythicon                       | 1983        | akcja                      | –                                                                           |
| Stargunner                                      | Telesys                                                 | Telesys                        | 1982        | akcja                      | –                                                                           |
| Starmaster                                      | Activision                                              | Activision                     | 1982        | akcja                      | –                                                                           |
| Star Strike                                     | M-Network                                               | M-Network                      | 1982        | akcja                      | –                                                                           |
| Star Trek: Strategic Operations Simulator       | Sega                                                    | Sega                           | 1983        | akcja                      | –                                                                           |
| Star Voyager                                    | Imagic                                                  | Imagic                         | 1982        | akcja                      | –                                                                           |
| Star Wars: The Arcade Game                      | Atari, Inc.                                             | Parker Brothers                | 1984        | akcja                      | –                                                                           |
| Star Wars: Jedi Arena                           | Parker Brothers                                         | Parker Brothers                | 1983        | akcja                      | –                                                                           |
| Star Wars Return of the Jedi: Death Star Battle | Parker Brothers                                         | Parker Brothers                | 1983        | akcja                      | –                                                                           |
| Star Wars: The Empire Strikes Back              | Parker Brothers                                         | Parker Brothers                | 1982        | akcja                      | –                                                                           |
| Strategy X                                      | Konami                                                  | Konami                         | 1983        | akcja                      | –                                                                           |
| Strawberry Shortcake: Musical Match-ups         | Parker Brothers                                         | Parker Brothers                | 1983        | strategiczna               | –                                                                           |
| Stronghold                                      | CommaVid                                                | CommaVid                       | 1983        | akcja                      | –                                                                           |
| Stunt Man                                       | –                                                       | Panda Computer Games           | 1983        | akcja                      | –                                                                           |
| Sub-Scan                                        | Sega                                                    | Sega                           | 1983        | strategiczna               | –                                                                           |
| Subterranea                                     | Imagic                                                  | Imagic                         | 1983        | akcja                      | –                                                                           |
| Suicide Mission                                 | Starpath                                                | Starpath                       | 1982        | akcja                      | –                                                                           |
| Summer Games                                    | Epyx                                                    | Epyx                           | 1987        | akcja, sportowa            | –                                                                           |
| Super Baumeister                                | –                                                       | Spectravision                  | –           | –                          | Wydana tylko w regionie PAL                                                 |
| Super Challenge Baseball                        | –                                                       | M-Network                      | 1982        | sportowa                   | –                                                                           |
| Super Challenge Football                        | –                                                       | M-Network                      | 1982        | sportowa                   | –                                                                           |
| Super Cobra                                     | Konami                                                  | Parker Brothers                | 1983        | akcja                      | –                                                                           |
| Surfer's Paradise: But Danger Below!            | –                                                       | Video Gems                     | 1983        | akcja, sportowa            | PAL-format                                                                  |
| Survival Island                                 | Starpath                                                | Starpath                       | 1983        | przygodowa                 | –                                                                           |
| Survival Run                                    | Milton Bradley                                          | Milton Bradley                 | 1983        | akcja                      | –                                                                           |
| Swedish Erotica: Bachelor Party                 | Mystique                                                | Mystique                       | 1983        | akcja                      | –                                                                           |
| Swedish Erotica: Beat' Em & Eat 'Em             | Mystique                                                | Mystique                       | 1982        | akcja                      | –                                                                           |
| Swedish Erotica: Custer's Revenge               | Mystique                                                | Mystique                       | 1983        | akcja                      | –                                                                           |
| Sword of Saros                                  | Starpath                                                | Starpath                       | 1983        | przygodowa                 | –                                                                           |
| Tac-Scan                                        | Sega                                                    | Sega                           | 1983        | akcja                      | –                                                                           |
| Tank Brigade                                    | –                                                       | Panda Computer Games           | 1983        | –                          | –                                                                           |
| Tank City                                       | –                                                       | Action Hi-Tech                 | –           | –                          | Wydana tylko w regionie PAL                                                 |
| Tanks But No Tanks                              | –                                                       | Zimag                          | 1983        | –                          |                                                                             |
| Tapeworm                                        | Spectravision                                           | Spectravision                  | 1982        | akcja                      | –                                                                           |
| Tapper                                          | Bally Midway Manufacturing                              | Sega                           | 1984        | akcja                      | –                                                                           |
| Task Force                                      | –                                                       | Froggo                         | 1988        | –                          | –                                                                           |
| Tax Avoiders                                    | –                                                       | American Videogame             | 1982        | akcja                      | –                                                                           |
| Tennis                                          | Activision                                              | Activision                     | 1981        | sportowa                   | –                                                                           |
| The Texas Chainsaw Massacre                     | VSS, Inc.                                               | Wizard Video                   | 1983        | akcja                      | –                                                                           |
| The Smurfs Save the Day                         | –                                                       | –                              | 1983        | akcja                      | –                                                                           |
| Threshold                                       | On-Line Systems                                         | Tigervision                    | 1983        | akcja                      | –                                                                           |
| Thunderground                                   | Sega                                                    | Sega                           | 1983        | akcja                      | –                                                                           |
| Time Pilot                                      | Konami                                                  | Coleco                         | 1983        | akcja                      | –                                                                           |
| Time Warp                                       | –                                                       | Zellers                        | –           | –                          | –                                                                           |
| Title Match Pro Wrestling                       | Absolute Entertainment                                  | Absolute Entertainment         | 1987        | sportowa                   | –                                                                           |
| Tomarc The Barbarian                            | Xonox                                                   | Xonox                          | 1983        | akcja                      | –                                                                           |
| Tomcat: The F-14 Fighter Simulator              | Absolute Entertainment                                  | Absolute Entertainment         | 1988        | akcja, symulacja           | –                                                                           |
| Tooth Protectors                                | DSD/Camelot                                             | DSD/Camelot                    | 1983        | akcja                      | –                                                                           |
| Towering Inferno                                | Western Technologies Inc.                               | US Games                       | 1982        | akcja                      | –                                                                           |
| Treasure Below                                  | –                                                       | Video Gems                     | –           | –                          | –                                                                           |
| Trick Shot                                      | Imagic                                                  | Imagic                         | 1983        | sportowa                   | –                                                                           |
| Tron: Deadly Discs                              | M-Network                                               | M-Network                      | 1982        | akcja                      | –                                                                           |
| Tunnel Runner                                   | CBS Electronics                                         | CBS Electronics                | 1983        | akcja                      | –                                                                           |
| Turmoil                                         | Sirius Software                                         | 20th Century Fox               | 1982        | akcja                      | –                                                                           |
| Tutankham                                       | Konami                                                  | Parker Brothers                | 1983        | akcja                      | –                                                                           |
| Universal Chaos                                 | Exidy                                                   | Telegames                      | 1983        | akcja                      | –                                                                           |
| Up'n Down                                       | Sega                                                    | Sega                           | 1984        | akcja, wyścigi             | –                                                                           |
| Venture                                         | Exidy                                                   | Coleco                         | 1982        | akcja                      | –                                                                           |
| Video Jogger                                    | Exus Corporation                                        | Exus Corporation               | 1983        | akcja                      | –                                                                           |
| Video Life                                      | CommaVid                                                | CommaVid                       | 1981        | –                          | –                                                                           |
| Video Reflex                                    | Exus Corporation                                        | Exus Corporation               | 1983        | akcja                      | –                                                                           |
| Vulture Attack                                  | –                                                       | K-Tel Vision                   | –           | –                          | –                                                                           |
| Wabbit                                          | Games by Apollo                                         | Games by Apollo                | 1982        | akcja                      | –                                                                           |
| Wall Ball                                       | –                                                       | Avalon Hill                    | 1983        | –                          | –                                                                           |
| Wall Defender                                   | Bomb                                                    | Bomb                           | 1983        | akcja                      | –                                                                           |
| War Zone                                        | –                                                       | Action Hi-Tech                 | –           | –                          | Wydana tylko w regionie PAL                                                 |
| Warplock                                        | Data Age                                                | Data Age                       | 1982        | akcja                      | –                                                                           |
| Weltraumtunnel                                  | BitCorp                                                 | BitCorp - Quelle               | 1982        | akcja                      | –                                                                           |
| Wing War                                        | Imagic                                                  | Imagic                         | 1983        | akcja                      | Wydana tylko w regionie PAL                                                 |
| Winter Games                                    | akcja Graphics                                          | Epyx                           | 1987        | akcja, sportowa            | –                                                                           |
| Wizard of Wor                                   | Bally Midway Manufacturing                              | CBS Electronics                | 1982        | akcja                      | –                                                                           |
| Word Zapper                                     | US Games                                                | US Games                       | 1982        | akcja                      | –                                                                           |
| Worm War I                                      | Sirius Software                                         | 20th Century Fox               | 1982        | –                          | –                                                                           |
| X-man                                           | –                                                       | Universal Gamex                | 1983        | akcja                      | Gra dla dorosłych, nie nawiązująca do serii X-man                           |
| Z-Tack                                          | Bomb                                                    | Bomb                           | 1983        | akcja                      | –                                                                           |
| Zaxxon                                          | Sega                                                    | Coleco                         | 1982        | akcja                      | –                                                                           |
| Zoo Fun                                         | –                                                       | Suntek                         | –           | –                          | Wydana tylko w regionie PAL                                                 |